# Adoretus subcostatus
Adoretus subcostatus är en skalbaggsart som beskrevs av Ohaus 1933. Adoretus subcostatus ingår i släktet Adoretus och familjen Rutelidae. Inga underarter finns listade i Catalogue of Life.